# Guerra de Ferrara
A Guerra de Ferrara (ou, na sua forma portuguesa, de Ferrária; também conhecida como a Guerra do Sal, italiano: Guerra del Sale) foi um conflito travado de 1482 a 1484 entre Hércules I d'Este, Duque de Ferrara, contra seu inimigo, o Papa Sisto IV e a República de Veneza, aliada do Papa. O conflito terminou com a paz de Banholo, assinado em 7 de agosto de 1484.

## Contexto diplomático

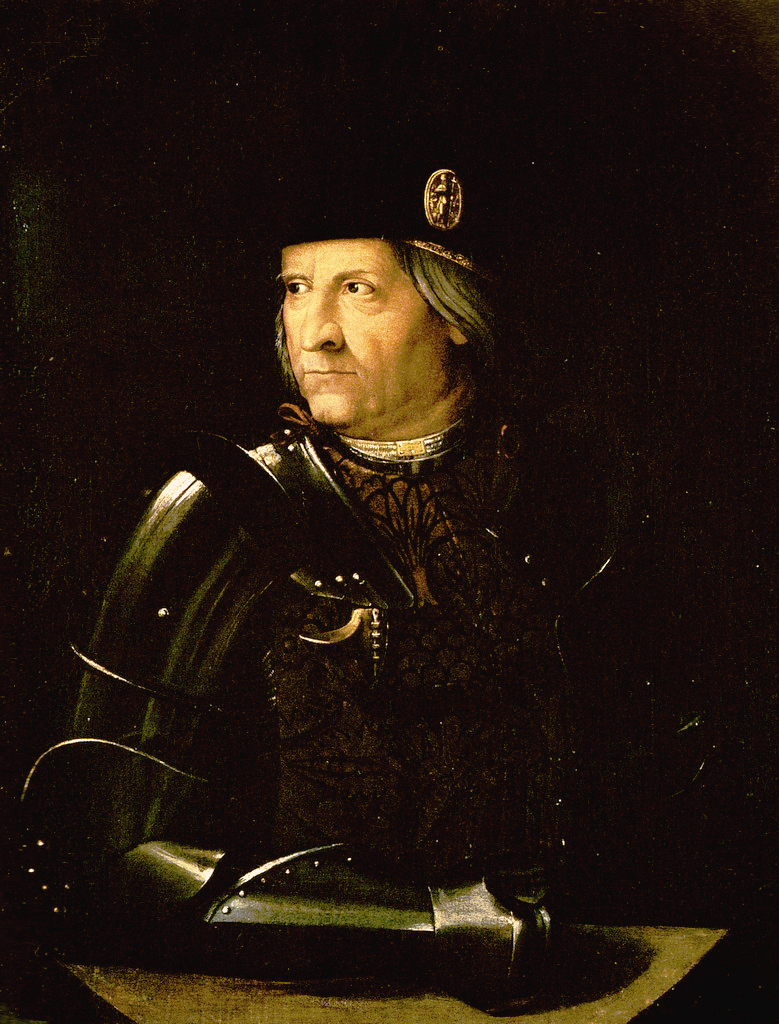
Hércules I d'Este

A paz inesperada chegou em 1480 como resultado da ousada diplomacia pessoal  de Lourenço de Médici com Fernando I de Nápoles, antigo defensor do Papa, era uma fonte de descontentamento entre os venezianos e o Papa Sisto IV. Veneza havia encerrado um longo conflito com os turcos otomanos em 1479, com o Tratado de Constantinopla, e agora pôde voltar sua atenção para a política peninsular da Itália.
No início de 1482, por sugestão de representantes de Girolamo Riario - o sobrinho do papa Sisto - que tomou posse da estratégica fortaleza de Forlì em setembro de 1480, com a rápida ratificação papal , olhou em direção a Ferrara com a intenção de expandir o território da família Della Rovere, a República de Veneza declarou guerra à Ferrara, que era governada por Hércules I d'Este. Veneza estava em uma fase expansionista em terra firma. Além dos conflitos usuais sobre a posse de fortalezas ao longo das fronteiras, havia uma disputa sobre o comércio de sal, que era reservado para Veneza por um pacto comercial; no entanto, a cidade dos Este havia começado a controlar salinas em Comacchio.
O imediato casus belli, como de costume, era uma infração menor de prerrogativas: Veneza manteve um representante em Ferrara, com o elevado título de visdominio, sob cujos cuidados estavam a comunidade veneziana nas terras dos Este; em 1481, excedendo a sua autoridade ao prender um sacerdote por suas dívidas, o visdominio foi excomungado pelo vigário do bispo de Ferrara, e forçado a sair da cidade. Com esse pretexto, a guerra foi declarada.
Aliados com Veneza, junto com as tropas papais e de Riário como senhor de Ímola e Forlì, estavam os contingentes fornecidos pela República de Gênova e Guilherme VIII, Marquês de Monferrato. Tomando parte de Ferrara, livremente sob o comando de Federico da Montefeltro, duque de Urbino, estavam as tropas do sogro de Ercole, Fernando I de Nápoles, sob o comando de seu filho, Alfonso II de Nápoles, que invadiu os Estados Pontifícios do sul, bem como as tropas enviadas por Ludovico Sforza de Milão e pelos lordes de duas cidades ameaçadas pelo poder continental de Veneza, Federico I Gonzaga de Mântua e Giovanni II Bentivoglio de Bolonha.

## O curso da guerra
Tropas venezianas lideradas pelo condottiero Roberto Sanseverino atacaram o território Ferrarese a partir do norte, brutalmente saquearam Adria, rapidamente ultrapassaram Comacchio, atacando Argenta no limite das salinas e sitiando Ficarolo em maio (rendeu-se em 29 de junho) e Rovigo (rendeu-se em 17 de agosto).
Forças venezianas atravessaram o Rio Pó e em novembro de 1482 pararam diante das muralhas de Ferrara, estabelecendo um rigoroso cerco à cidade. O Papa Sisto parece ter tido uma mudança de opinião naquela ocasião, e as tropas avançaram, agora ameaçavam colocar Veneza em uma posição desconfortável no continente norte da Itália.

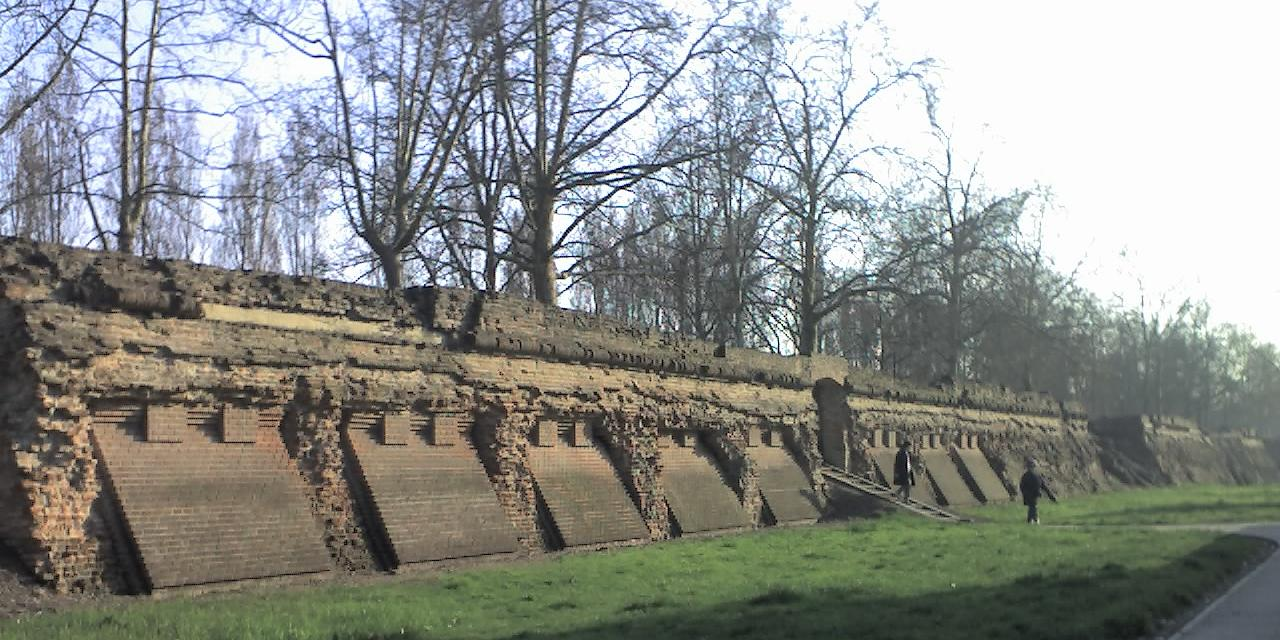
Muralhas de Ferrara

Nos Estados Pontifícios, os Colonna aproveitaram a desordem, e travaram batalhas contra seus inimigos Della Rovere. O combate principal, no entanto, foi a batalha campal de Campomorto perto de Velletri, em 21 de agosto de 1482, na qual as tropas aragonesas foram derrotadas por Roberto Malatesta, o duque de Calábria, que foi resgatado por um contingente de seus soldados turcos. Alguns castelos dos Orsini caíram nas mãos do papa, mas Roberto Malatesta terminou seus dias acometido pela malária, morrendo em Roma no dia 10 de setembro depois de ter sido, por longo tempo, capitão dos triunfos papais em Lazio. Repentinamente, Sisto mudou de lado firmando um tratado com Nápoles (28 de novembro de 1482) que permitia ao exército napolitano passar através dos territórios papais, aproveitando a oportunidade para levar suprimentos para Ferrara e neutralizar o cerco. Ao mesmo tempo, o papa excomungou os venezianos, estimulando a Itália a fazer guerra contra eles. O tratado foi ratificado com uma paz exclusivamente entre Nápoles e o papa firmada em 12 de dezembro.
As súplicas do papa para que cessassem as hostilidades contra Veneza foram vigorosamente rejeitadas, as ameaças de excomunhão foram replicadas com a retirada do embaixador veneziano, seguido pelo interdito de Veneza de Sisto em maio de 1483. Agora Sisto concedida passagem livre para Alfonso e suas tropas para sair em defesa de Ferrara, auxiliados pelas tropas papais sob o comando de Virginio Orsini. Ao mesmo tempo um contingente de tropas florentinas chegou, e a sorte de Ercole d'Este começou a mudar a seu favor.
Em uma tática de distração, Veneza enviou Roberto Sanseverino para atacar o Ducado de Milão, sob o pretexto de defender os direitos do herdeiro da família Visconti, mas a manobra de distração se transformou em necessidade real quando Roberto teve que enfrentar Alfonso, que saqueou os territórios milaneses. A partir desse momento a guerra começou a enfraquecer.

## O tratado de Banholo
A guerra terminou com o tratado de Banholo, assinado em 7 de agosto de 1484. Ercole cedeu o território de Rovigo na Polesine, que havia sido conquistado pelos venezianos em um estágio inicial do conflito, e as tropas de Veneza que estavam ocupando Ferrara retiraram-se. Ercole conseguiu evitar que os  Estados Papais absorvessem Ferrara, sede da Família Este.
A Paz de Banholo confirmou a expansão de Veneza em terra firma, cedendo-lhe a cidade de Rovigo e uma ampla faixa do fértil delta do rio Pó. Banholo assumiu a maior extensão do território da República de Veneza, que nunca mais voltaria a controlar um território tão extenso e nem teria tanta influência como o tinha na última metade do século XV.
No entanto, Sisto não ficou muito satisfeito por não ser consultado durante as negociações para firmar os termos de Paz.
"A notícia literalmente matou Sisto. Quando os embaixadores comunicaram-lhe os termos do tratado ele foi tomado por uma fúria violenta, e declarou que a paz era vergonhosa e humilhante. A gota da qual sofria atingiu-lhe o coração, e no dia seguinte - 12 de agosto de 1484 -  ele morreu ".
A guerra foi o tema de um poema anônimo, intitulado La guerra di Ferrara.